# 老瓊
老瓊（1953年2月13日—2008年10月31日）是台灣的漫畫家，本名劉玉瓊。台灣四格漫畫鼻祖，曾出版《蔡田的愛》、《她們》、《婚姻良民》、《台北開門》、《尪仔冊》、《鬥來逗去》、《100°咖啡．200°是非》、《女生愛男生》等二十多本書。

## 外部連結
- 老瓊55歲病逝 四格「蔡田」停格 （页面存档备份，存于）